# آرگو
آرگو (یونانی باستان: Ἀργώ، ت. «Argṓ») در اسطوره‌شناسی یونانی کشتی بود، که توسط آرگوس و با کمک آتنا ساخته شد و یاسون و آرگونوت‌ها به‌وسیلهٔ آن برای پیدا کردن پشم زرین سفر کردند. آرگو که نامش به معنای «سریع» است، تندروترین کشتی ساخته شده در آن زمان بود. این کشتی در بندر پاگاسای در تسالی و به‌طور کامل از الوار متعلق به کوه پلیون ساخته شده بود، بجز پوزهٔ کشتی که قطعه‌ای از یک بلوط مقدس بود که ایزدبانو آتنا آن را از معبد زئوس (یا جنگلی مقدس) واقع در دودونا آورده بود. این قطعه چوب، پیشگویی می‌کرد، و در مواقعی می‌توانست حرف بزند.
آرگو بزرگ‌ترین کشتی بود که تا آن زمان ساخته شده بود و خدمهٔ آن غیر از یاسون شامل آرگوس، سازندهٔ کشتی آرگو؛ تیفیس سکاندار؛ هراکلس، پهلوان نامدار؛ اورفئوس نوازنده؛ کستور و پولوکس، برادران هلن؛ پلئوس، پدر آشیل؛ ملئاگروس، شکارچی معروف گراز کالیدونیان؛ لائرتز و اُتولوکوس، پدر و پدر بزرگ اودیسئوس؛ هیلاس و بسیاری از پهلوانانی بود که از سرتاسر یونان به این کشتی آمده بودند. آرگو در زمانی مناسب، حرکت خود را به سمت دریای سیاه در شمال آغاز کرد. در سفر به کولخیس، سرنشینان آن با ماجراهای گوناگون روبرو شدند.

## سفر دریایی
این آتنا بود که به تیفیس یاد داد بادبان‌ها را به دکل کشتی وصل کند، چرا که او سکاندار کشتی بود و باید طرز کار کشتی را می‌دانست. منابع دیگر می‌گویند که او قبلاً به همراه دو عضو دیگر ملوان بوده است، به همین دلیل او برای هدایت کشتی انتخاب شد. همچنین گفته می‌شود که لینکئوس به هدایت کشتی کمک می‌کرده است زیرا او در شب و روز دید بسیار خوبی داشته است.
این کشتی آذوقه کافی، مانند گلدان‌های نگهدارنده آب، برای خدمه حمل می‌کرد و چهار روز طول می‌کشید تا مجدد مجبور به شارژ آن شوند. اقلام دیگری مانند یک سه‌پایه برنزی نیز در کشتی حمل می‌شد. هرودوت ادعا کرده است که این سه‌پایهٔ برنزی پس از گم شدن آرگونوت‌ها در دریاچه تریتونیس و نیاز به کمک، به تریتون پیشکش شد. گفته شده بود که کشتی باید ۱۲ روز روی خشکی حمل می‌شد تا دوباره به مسیر اصلی خود برگردد.
گفته شده که آرگو مورد علاقهٔ نرئیدها بوده است، که در کنار تریتون و در مواقع خطر به هدایت کشتی در طی سفر آرگونات‌ها کمک می‌کردند.

## پس از سفر
پس از سفر موفقیت‌آمیزش، آرگو در باریکه کورینس به پوزئیدون تقدیم شد. از آنجا که این کشتی یک شیء مقدس بود و با کمک خدایان ساخته شده بود، علاوه بر تقدیم به خدایان، به یک بنای یادبود نیز تبدیل شد. سال‌ها بعد، تیرچه‌ای چوبی از بالای کشتی افتاد و یاسون را در حالی که روی زمین خوابیده بود، کشت. سپس او به آسمان منتقل شد و به صورت فلکی آرگو ناویس تبدیل شد.